# Crypteffigies tenuicinctus
Crypteffigies tenuicinctus är en stekelart som först beskrevs av Otto Schmiedeknecht 1928.  Crypteffigies tenuicinctus ingår i släktet Crypteffigies och familjen brokparasitsteklar. Inga underarter finns listade i Catalogue of Life.